# Ódáðahraun
Ódáðahraun är ett lavafält och sandöken i republiken Island.  Det ligger i regionen Norðurland eystra, i den centrala delen av landet, 260 km öster om huvudstaden Reykjavík.
Trakten ingår i den boreala klimatzonen. Årsmedeltemperaturen i trakten är −3 °C. Den varmaste månaden är augusti, då medeltemperaturen är 9 °C, och den kallaste är februari, med −12 °C.
Ódáðahraun är ett område ojämna lavafält och sandöken. I området finns ovanliga geologiska formationer, sand och breda lavafält som har bildats av olika vulkaniska källor under olika perioder. Ódáðahraun har länge väckt islänningarnas rädsla med spöklika, knappt farbara lavautsprång, sina kyliga, farliga glaciala floder och sina stråtrövare. Förr i tiden undvek människor området, även om det inte hindrade dem från att berätta fantastiska historier om naturliga och övernaturliga fenomen.
På grund av det torra klimatet finns det nästan ingen vegetation. Det är bara grönt där de få floderna rinner ner från Europas största glaciär, Vatnajökull. Annars dominerar gult, brunt och svart - beroende på lavans konsistens och ålder. Lavan har strömmat ut om och om igen i över 10 000 år. Under de senaste århundradena tog ogärningsmännen sin tillflykt till denna skrämmande ödemark. Eftersom de var fredlösa kunde de dödas av vem som helst. Gislasagan, som filmades på 1980-talet, berättar om Ódáðahraun. Ódáðahraun är Islands största lavafält, och det utbreder sig mellan glaciärerna Mývatnsjökull och Vatnajökull mellan floderna Jökulsá och Skjálfandafljót. Ódáðahraun täcker 4440 km2. Platån når 800 meter ö.h. på sin högsta punkt och där finns ett flertal berg, varav det högsta är Herðubreið, 1 682 m ö.h., och Dyngjufjöll, 1 510 m ö.h.